# Југославија на Европском првенству у атлетици на отвореном 1990.
Југославија је учествовала на 15. Европском првенству у атлетици на отвореном 1990. одржаном у Сплиту, СФРЈ, од 26. до 2. септембра. Репрезентацију Југославије на њеном петнаестом, и последњем учешћу на европским првенствима на отвореном под именом СФРЈ, представљало је 46 атлетичара (31 мушкарац и 15 жена) који су се такмичили у 28 дисциплина (17 мушких и 11 женских).
У укупном пласману Југославија је са 4 освојене медаље (2 злате, 1 сребра и 1 бронзана) заузела 7. место. У табели успешности према броју и пласману такмичара који су учествовали у финалним такмичењима (првих 8 такмичара) Југославија је са 8 учесника у финалу заузела 8. место са 42 бода.
| Пл. | Земља       | 1. место | 2. место | 3. место | 4. место | 5. место | 6. место | 7. место | 8. место | Бр. фин. | Бодови |
| --- | ----------- | -------- | -------- | -------- | -------- | -------- | -------- | -------- | -------- | -------- | ------ |
| 8.  | Југославија | 2 - 16   | 1 − 7    | 1 - 6    | −        | 2 - 8    | 1 − 3    | 1 - 2    | -        | 8        | 42     |

## Учесници
| Мушкарци: - Слободан Бранковић — 400 м, 4 х 400 м - Ненад Ђуровић — 400 м, 4 х 400 м - Дејан Јовковић — 400 м, 4 х 400 м - Слободан Миоловић — 800 м - Слободан Поповић — 800 м, 4 х 400 м - Бранко Зорко — 1.500 м - Ромео Живко — 5.000 м - Мирко Виндиш — Маратон - Саво Алемпић — Маратон - Недељко Вишњић — 110 м препоне - Миро Коцуван — 400 м препоне - Бранислав Караулић — 400 м препоне - Рок Копитар — 400 м препоне - Вуле Максимовић — 3.000 м препреке - Милан Балек — 20 км ходање - Исмаил Мачев — 4 х 400 м - Драгутин Топић — Скок увис - Сашо Апостоловски — Скок увис - Стеван Зорић — Скок увис - Борут Билач — Скок удаљ - Синиша Ерготић — Скок удаљ - Ненад Стекић — Скок удаљ - Зоран Ђурђевић — Троскок - Јован Лазаревић — Бацање кугле - Драган Перић — Бацање кугле - Драган Мустапић — Бацање диска - Сејад Крџалић — Бацање копља - Иван Мустапић — Бацање копља - Радоман Шчекић — Бацање копља - Саша Каран — Десетобој - Горан Кабић — Десетобој | Жене: - Гордана Чотрић — 400 м - Слободанка Чоловић — 800 м - Снежана Пајкић — 1.500 м, 3.000 м - Силва Рожич-Вивод — 10.000 м - Сузана Ћирић — Маратон - Тијана Кршек — Маратон - Јелена Јовичић — Маратон - Бригита Буковец — 100 м препоне - Марина Филиповић — 400 м препоне - Александра Рус — 400 м препоне - Марјана Лужар — 400 м препоне - Биљана Петровић — Скок увис - Тамара Малешев — Скок удаљ - Силвија Бабић — Скок удаљ - Марина Дамцевска — Седмобој |  |

## Резултати

### Мушкарци
| Атлетичар          | Дисциплина     | Лични рекорд | Квалификације     | Квалификације     | Полуфинале            | Полуфинале            | Финале                | Финале               | Детаљи |
| Атлетичар          | Дисциплина     | Лични рекорд | Резултат          | Место             | Резултат              | Место                 | Резултат              | Место                | Детаљи |
| ------------------ | -------------- | ------------ | ----------------- | ----------------- | --------------------- | --------------------- | --------------------- | -------------------- | ------ |
| Слободан Бранковић | 400 м          |              | 45,77 КВ          | 2. у гр. 1        | 45,30 КВ              | 4. у гр. 2            | 45,49                 | 6 / 22               |        |
| Ненад Ђуровић      | 400 м          |              | 46,42 КВ          | 2. у гр. 3        | 45,67 КВ              | 3. у гр. 1            | 46,19                 | 7 / 22               |        |
| Дејан Јовковић     | 400 м          |              | 46,79 кв          | 6. у гр. 1        | 46,07                 | 5. у гр. 2            | Није се квалификовао  | 11 / 22              |        |
| Слободан Поповић   | 800 м          |              | 1:48,43 кв        | 5. у гр. 3        | 1:45,79 КВ            | 2. у гр. 1            | 1:45,90               | 5 / 19               |        |
| Слободан Миоловић  | 800 м          |              | 1:47,14 КВ        | 2. у гр. 2        | 1:47,94               | 4. у гр. 2            | Нису се квалификовали | 10 / 19              |        |
| Бранко Зорко       | 1.500 м        |              | 3:40,86           | 7. у гр. 2        |                       |                       | Нису се квалификовали | 15 / 24              |        |
| Ромео Живко        | 5.000 м        |              | Није завршио трку | Није завршио трку | Није се квалификовао  | Није се квалификовао  |                       |                      |        |
| Мирко Виндиш       | Маратон        |              |                   |                   |                       |                       | 2:21:05               | 12 / 23 (37)         |        |
| Саво Алемпић       | Маратон        |              | 2:25:50           | 17 / 23 (37)      |                       |                       |                       |                      |        |
| Недељко Вишњић     | 110 м препоне  |              | 14,24             | 5. у гр. 1        | Није се квалификовао  | Није се квалификовао  | Није се квалификовао  | 23 / 25 (28)         |        |
| Миро Коцуван       | 400 м препоне  |              | 51,37             | 6. у гр. 4        | Нису се квалификовали | Нису се квалификовали | Нису се квалификовали | 21 / 29 (31)         |        |
| Бранислав Караулић | 400 м препоне  |              | 53,26             | 7. у гр. 2        | Нису се квалификовали | Нису се квалификовали | Нису се квалификовали | 27 / 27 (28)         |        |
| Рок Копитар        | 400 м препоне  |              | Није завршио трку | Није завршио трку | Није се квалификовао  | Није се квалификовао  | Није се квалификовао  | Није се квалификовао |        |
| Вуле Максимовић    | 400 м препреке |              | 8:33,07           | 8. у гр. 2        |                       |                       | Није се квалификовао  | 18 / 21 (22)         |        |
| Милан Балек        | 20 км ходање   |              |                   |                   |                       |                       | 1:35:28               | 22 / 22 (28)         |        |
| Ненад Ђуровић      | 4 х 400 м      |              | 3:04,04 КВ        | 2. у гр. 2        |                       |                       | 3:02,46               | 5 / 9                |        |
| Слободан Поповић   | 4 х 400 м      |              | 3:04,04 КВ        | 2. у гр. 2        |                       |                       | 3:02,46               | 5 / 9                |        |
| Исмаил Мачев       | 4 х 400 м      |              | 3:04,04 КВ        | 2. у гр. 2        |                       |                       | 3:02,46               | 5 / 9                |        |
| Слободан Бранковић | 4 х 400 м      |              | 3:04,04 КВ        | 2. у гр. 2        |                       |                       | 3:02,46               | 5 / 9                |        |
| Дејан Јовковић     | 4 х 400 м      |              | 3:04,04 КВ        | 2. у гр. 2        |                       |                       | 3:02,46               | 5 / 9                |        |
| Драгутин Топић     | Скок увис      | 2,37 СРј, НР | 2,28 КВ           | 4. у гр. А        | 2,34 =РЕП             |                       |                       |                      |        |
| Сашо Апостоловски  | Скок увис      |              | 2,24              | 8. у гр. Б        | Нису се квалификовали | 15 / 24               |                       |                      |        |
| Стеван Зорић       | Скок увис      |              | 2,20              | 9. у гр. А        | Нису се квалификовали | 17 / 24               |                       |                      |        |
| Борут Билач        | Скок удаљ      |              | 8,02 КВ           | 4. у гр. Б        | 8,09                  |                       |                       |                      |        |
| Синиша Ерготић     | Скок удаљ      |              | 7,99 КВ           | 4. у гр. А        | 7,83                  | 9 / 20 (22)           |                       |                      |        |
| Ненад Стекић       | Скок удаљ      |              | Без пласмана      | Без пласмана      | Није се квалификовао  | Није се квалификовао  |                       |                      |        |
| Зоран Ђурђевић     | Троскок        |              | 16,45             | 7. у гр. Б        | Нису се квалификовали | 13 / 18 (19)          |                       |                      |        |
| Јован Лазаревић    | Бацање кугле   |              | 19,18             | 7. у гр. Б        | Нису се квалификовали | 14 / 18 (19)          |                       |                      |        |
| Драган Перић       | Бацање кугле   |              | 19,51 кв          | 5. у гр. А        | 18,67                 | 12 / 18 (19)          |                       |                      |        |
| Драган Мустапић    | Бацање диска   |              | Без пласмана      | Без пласмана      | Није се квалификовао  | Није се квалификовао  |                       |                      |        |
| Сејад Крџалић      | Бацање копља   |              | 77,28             | 9. у гр. Б        | Нису се квалификовали | 18 / 30               |                       |                      |        |
| Иван Мустапић      | Бацање копља   |              | 75,04             | 11. у гр. А       | Нису се квалификовали | 21 / 30               |                       |                      |        |
| Радоман Шчекић     | Бацање копља   |              | 73,34             | 12. у гр. Б       | Нису се квалификовали | 24 / 30               |                       |                      |        |

#### Десетобој
| Име         | 100 м | даљ  | кугла | вис  | 400 м | 110 м пр. | диск  | мотка | копље | 1.500м  | Бод   | Место        | Бел. |
| ----------- | ----- | ---- | ----- | ---- | ----- | --------- | ----- | ----- | ----- | ------- | ----- | ------------ | ---- |
| Саша Каран  | 11,29 | 7,07 | 13,53 | 1,92 | 49,13 | 14,90     | 44,70 | 4,40  | 56,10 | 4:17,60 | 7.774 | 13 / 20 (29) |      |
| Горан Кабић | 11,56 | 6,94 | 13,85 | 1,89 | 51,86 | 14,87     | 43,66 | 4,30  | 65,12 | 4:26,38 | 7.584 | 15 / 20 (29) |      |

### Жене
| Атлетичарка        | Дисциплина    | Лични рекорд | Квалификације      | Квалификације      | Полуфинале            | Полуфинале            | Финале                | Финале       | Детаљи |
| Атлетичарка        | Дисциплина    | Лични рекорд | Резултат           | Место              | Резултат              | Место                 | Резултат              | Место        | Детаљи |
| ------------------ | ------------- | ------------ | ------------------ | ------------------ | --------------------- | --------------------- | --------------------- | ------------ | ------ |
| Гордана Чотрић     | 400 м         |              | 54,46              | 7. у гр. 2         | Нису се квалификовале | Нису се квалификовале | Нису се квалификовале | 23 / 26      |        |
| Слободанка Чоловић | 800 м         |              | 2:01,95            | 7. у гр. 3         | Нису се квалификовале | Нису се квалификовале | Нису се квалификовале | 17 / 21      |        |
| Снежана Пајкић     | 1.500 м       |              | 4:09,53 кв, ЛР     | 7. у гр. 1         |                       |                       | 4:08,12 НР, ЛР        |              |        |
| Снежана Пајкић     | 3.000 м       |              | Није завршила трку | Није завршила трку | Није се квалификовала | Није се квалификовала |                       |              |        |
| Силва Рожич-Вивод  | 10.000 м      |              |                    |                    |                       |                       | 33:27,04              | 19 / 22 (27) |        |
| Сузана Ћирић       | Маратон       |              | 2:54:05            | 19 / 21 (27)       |                       |                       |                       |              |        |
| Тијана Кршек       | Маратон       |              | Нису завршиле трку | Нису завршиле трку |                       |                       |                       |              |        |
| Јелена Јовичић     | Маратон       |              | Нису завршиле трку | Нису завршиле трку |                       |                       |                       |              |        |
| Бригита Буковец    | 100 м препоне |              | 13,46 кв           | 5. у гр. 3         | 13,46                 | 8. у гр. 1            | Није се квалификовала | 16 / 19 (20) |        |
| Марина Филиповић   | 400 м препоне |              | 57,57 НР, ЛР       | 6. у гр. 4         | Нису се квалификовале | Нису се квалификовале | Нису се квалификовале | 21 / 29 (31) |        |
| Александра Рус     | 400 м препоне |              | 59,05              | 7. у гр. 1         | Нису се квалификовале | Нису се квалификовале | Нису се квалификовале | 25 / 29 (31) |        |
| Марјана Лужар      | 400 м препоне |              | 59,19              | 6. у гр. 3         | Нису се квалификовале | Нису се квалификовале | Нису се квалификовале | 26 / 29 (31) |        |
| Биљана Петровић    | Скок увис     | 2,00 НР      | 1,88 КВ            | 1. у гр. А         |                       |                       | 1,96                  |              |        |
| Тамара Малешев     | Скок удаљ     |              | 6,43 кв            | 5. у гр. Б         | 6,50                  | 10 / 17               |                       |              |        |
| Силвија Бабић      | Скок удаљ     |              | 6,23               | 8. у гр. А         | Није се квалификовала | 16 / 17               |                       |              |        |

#### Седмобој
| Име              | 100 м пр. | вис  | кугла | 200 м | даљ  | копље | 800 м   | Бод   | Место        | Бел. |
| ---------------- | --------- | ---- | ----- | ----- | ---- | ----- | ------- | ----- | ------------ | ---- |
| Марина Дамцевска | 14,39     | 1,64 | 11,04 | 25,61 | 5,80 | 40,84 | 2:18,00 | 5.460 | 14 / 16 (21) |      |